# دورا جورمان
دورا جورمان (بالإنجليزية: Dora Gorman)‏ (18 فبراير 1993 في جمهورية أيرلندا - ) هي لاعبة كرة قدم أيرلندية في مركز الوسط. شاركت مع منتخب جمهورية أيرلندا لكرة القدم للسيدات. أما مع النوادي، فقد لعبت مع UCD Women's Soccer Club ‏ وPeamount United F.C. ‏ وGalway Senior Football Team ‏.

## وصلات خارجية
- دورا جورمان على موقع الاتحاد الدولي (مؤرشف)  (الإنجليزية)
- دورا جورمان على موقع الاتحاد الأوربي (الإنجليزية)
- دورا جورمان على موقع قاعدة بيانات كرة القدم.إي يو (الإنجليزية)